# Tambour à fente

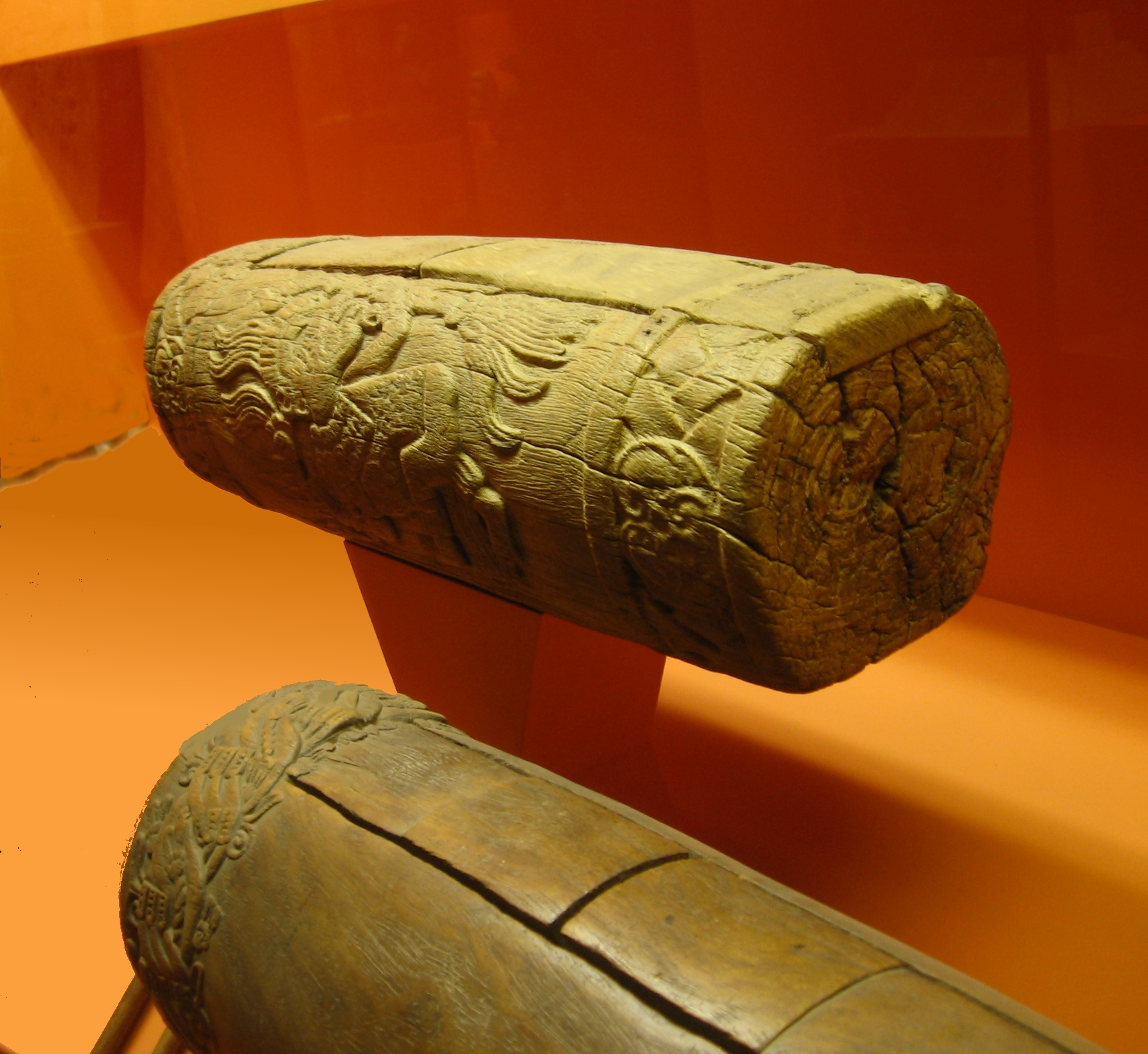
Des tambours à fente aztèques.

Un tambour à fente est un instrument de musique de percussion de la famille des idiophones, consistant en une section de tronc évidé et sur le côté duquel une ou plusieurs fentes acoustiques sont pratiquées.

## Instruments traditionnels

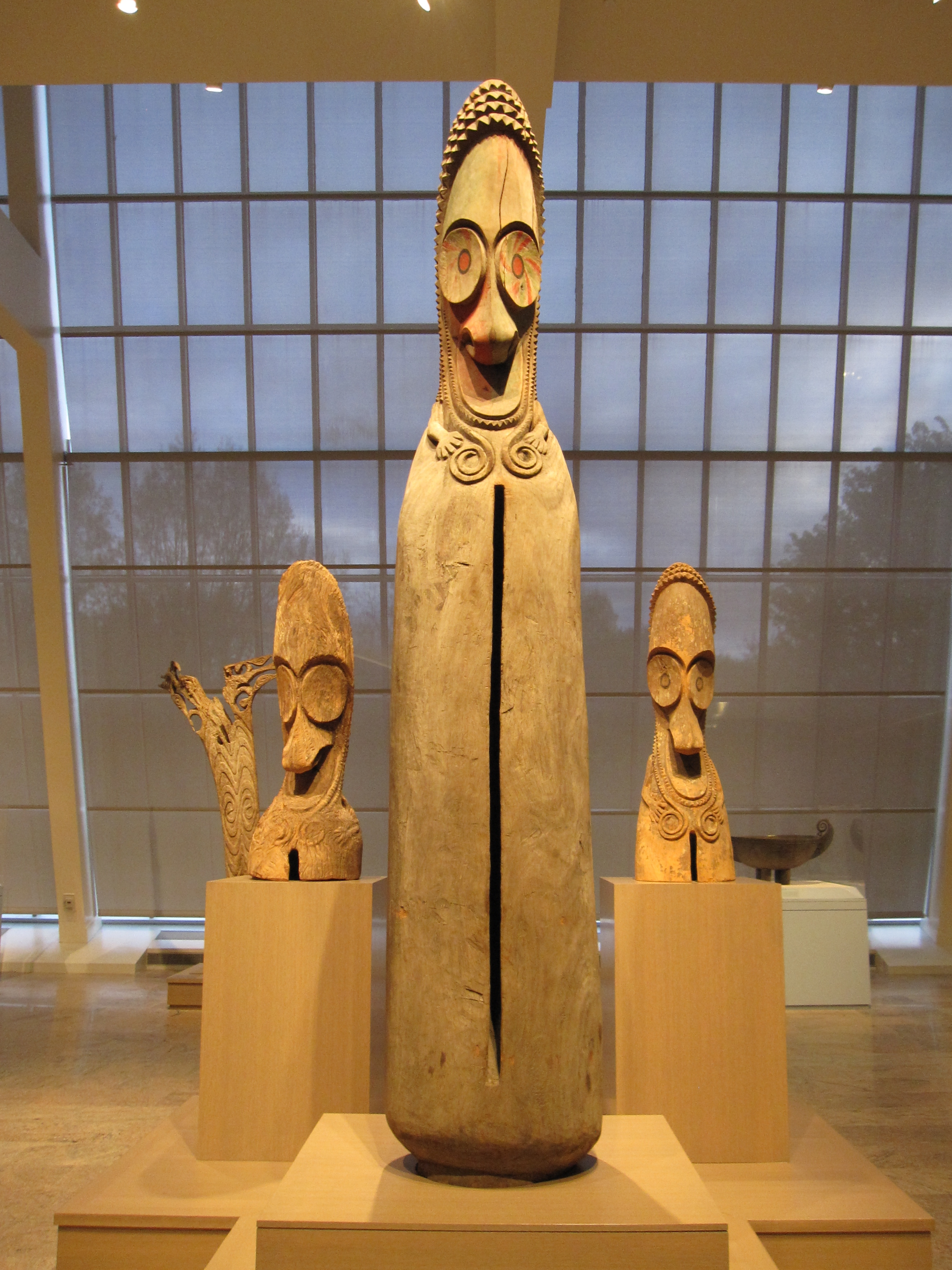
Exemples de tambours à fente verticaux du Vanuatu.

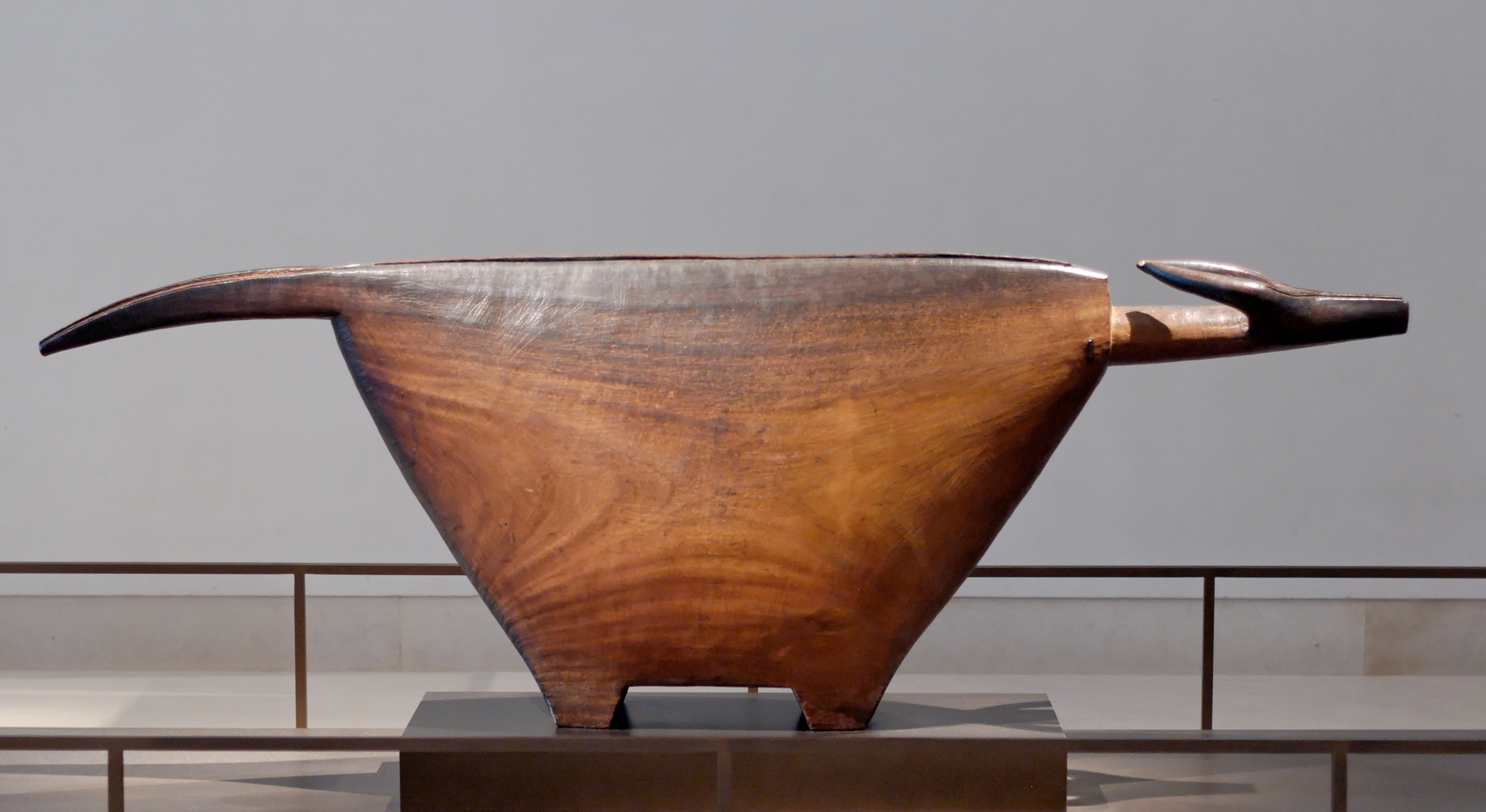
Tambour à fente yangéré.

- Bombolong, de Casamance (Sénégal, Guinée).
- Kagul, de Maguindanao (Philippines).
- Tagutok, de Maranao (Philippines).
- Agung a Tamlang, de Maguindanao (Philippines).
- Teponaztli, tinco, tecomapiloa, teponagua, teponahuaztli, quiringua, tepenahuasqui, tunkul (Mexique) ou tun (Guatemala et Salvador) d'origine mésoaméricaine.
- To'ere, de Polynésie
- Tambours à fente verticaux du Vanuatu